# Домой на Рождество
«Домой на Рождество» (норв. Hjem til jul) — норвежский комедийно-драматический фильм, снятый под руководством Бента Хамера в 2010 году.

## Сюжет
Бездомный Йордан вынужден побираться, дабы собрать денег на дорогу к своей семье. Бывшая жена Пола запрещает ему видеться с детьми. А доктор Кнут бросает жену дома и едет на срочный вызов. У всех у них свои проблемы, своя история и своя судьба. Объединяет их одно: всё происходит накануне Рождества.

## В ролях
- Тронд Фауса Аурвааг — Пауль
- Фритьов Сохейм — Кнут
- Генриетта Стеенструп
- Рейдар Сёренсен — Йордан
- Йоахим Кальмейер — Симон
- Игорь Несемер — серб
- Нина Андресен — Карин
- Арьянит Бериша — Горан
- Сесиль Мосли — Элиса
- Леви Хенриксен — охрана

## Награды
- Лучший сценарий на кинофестивале в городе Доностия-Сан-Себастьян.